# Aleja Niepodległości w Warszawie

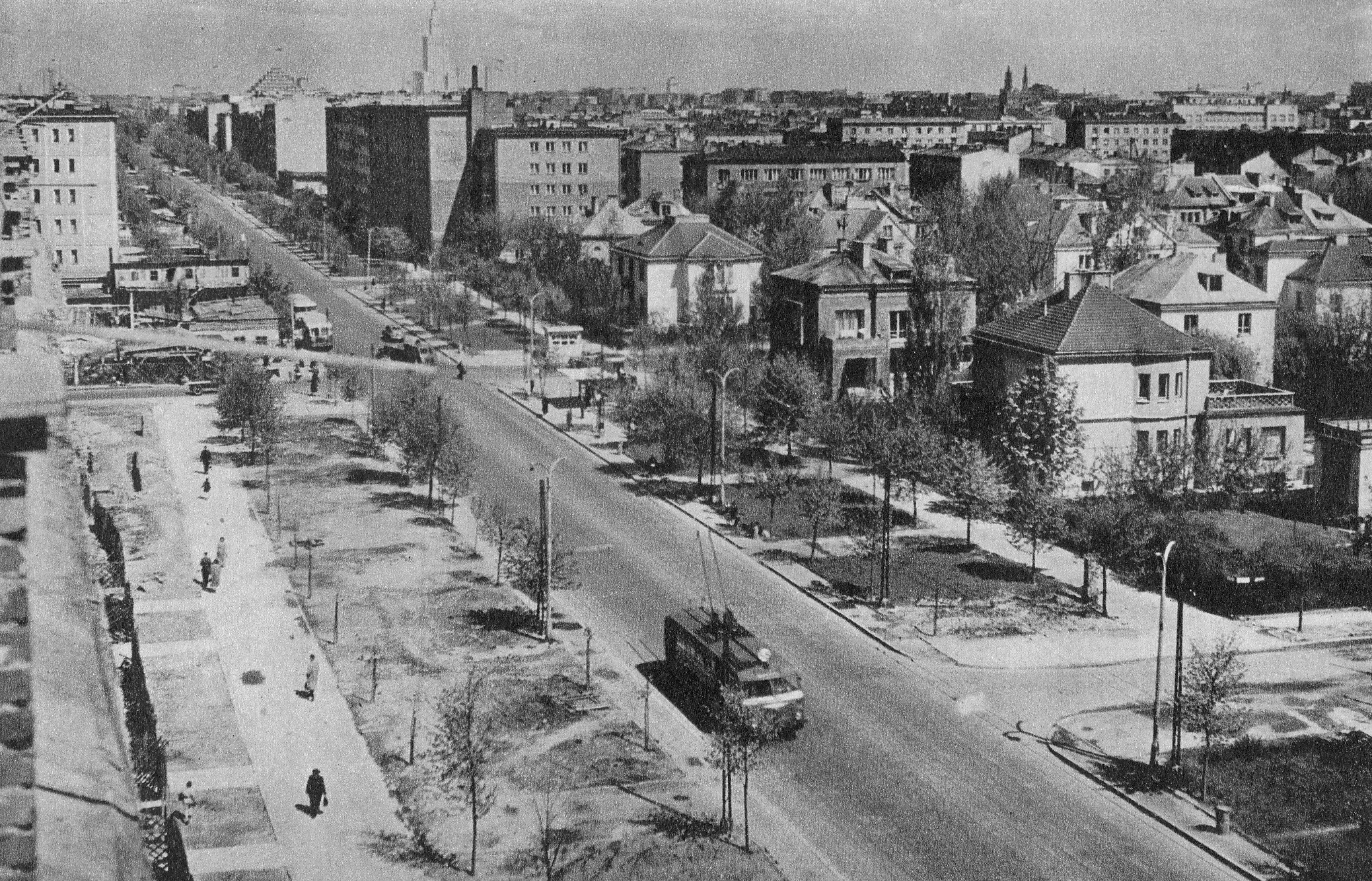
Aleja Niepodległości na wysokości ul. Odolańskiej na początku lat 50.

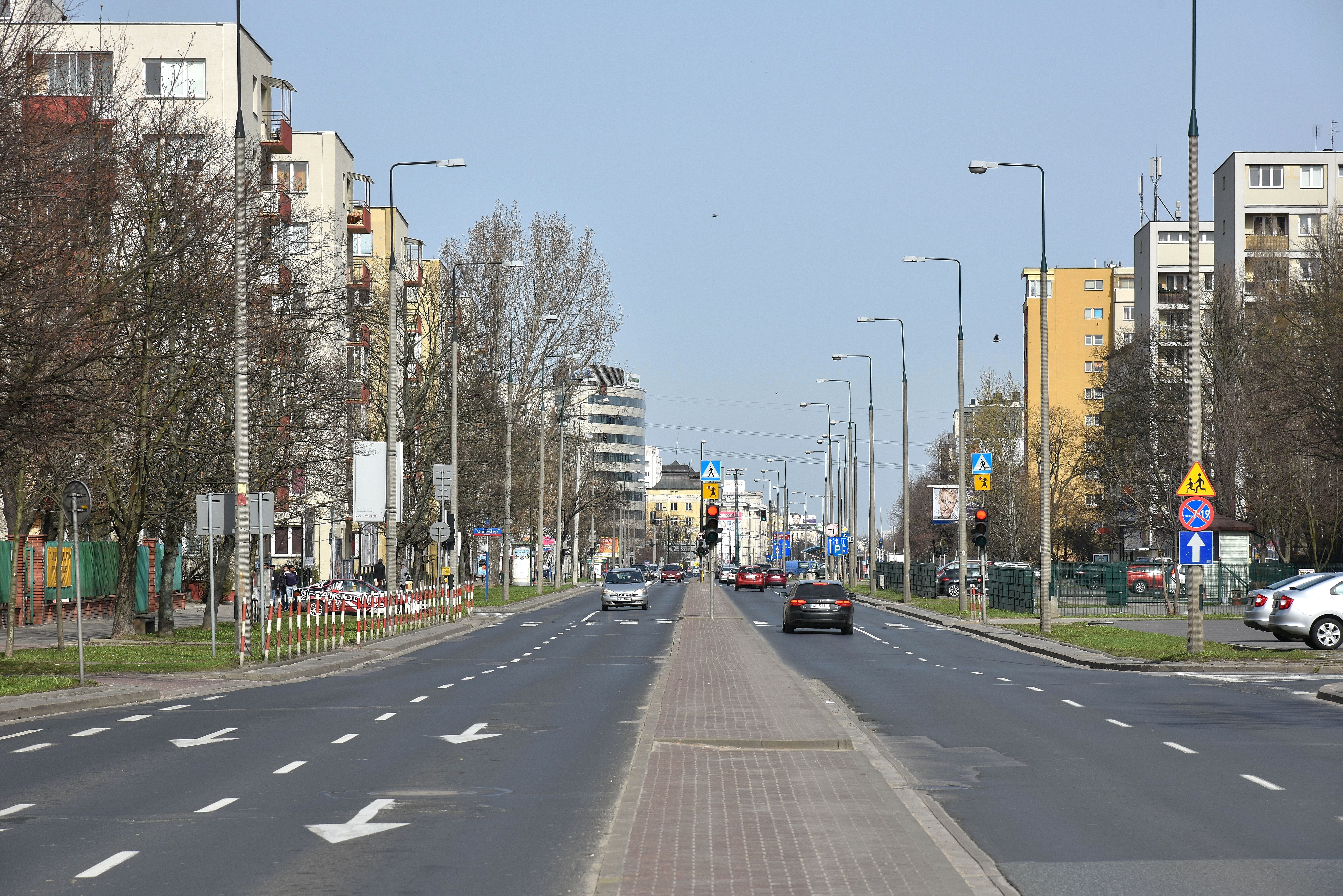
Aleja na wysokości ul. Abramowskiego (2016)

Aleja Niepodległości – ulica w dzielnicach Śródmieście, Mokotów i Ochota w Warszawie.

## Przebieg
Ulica rozpoczyna się przy dawnym Dworcu Południowym u zbiegu z aleją Wilanowską. Przebiega przez Mokotów, następnie od ul. Batorego staje się granicą Ochoty na zachodzie i Śródmieścia na wschodzie oraz przecina Pole Mokotowskie i Trasę Łazienkowską. Kończąc swój bieg, przy skrzyżowaniu z ul. Koszykową, przechodzi w ul. Tytusa Chałubińskiego.

## Historia
Ulica powstała w latach 30. XX wieku, a ostateczne prace zakończono w 1938, choć do 1939 trwały jeszcze prace związane z jej wykończeniem.
Aleja wchłonęła 2 istniejące wcześniej ulice − Topolową, biegnącą przez tereny wojskowe pomiędzy Koszykową do dzisiejszej Trasy Łazienkowskiej, oraz Włodarzewską, wytyczoną po drugiej stronie Pola Mokotowskiego na początku XX wieku pomiędzy Rakowiecką a Madalińskiego. Ulica ta była początkowo piaszczystą drogą otoczoną niską zabudową i gliniankami i do 1922 nazywana była Spokojną. Droga nabrała znaczenia po rozszerzeniu granic Warszawy w 1916.
W 1841 na osi dzisiejszej alei urządzono pole wyścigowe, przeniesione później na ul. Polną. W 1910 na Polu Mokotowskim powstało lotnisko mokotowskie, a po I wojnie światowej odbywały się tam parady wojskowe, z czego najokazalsza miała miejsce w 1928 z okazji X-lecia odzyskania niepodległości. Budowę alei umożliwiło przeniesienie w 1934 lotniska na Okęcie. Przebicie ulicy przez Pole Mokotowskie pozwoliło na połączenie zachodniego Mokotowa ze Śródmieściem.
Aleja miała być pierwszym etapem Trasy N-S, która miała biec od Marymonckiej przez Powązki, Śródmieście, Chałubińskiego, Pole Mokotowskie, przedłużoną Włodarzewską do Puławskiej. Plany Stefana Starzyńskiego pokrzyżowała II wojna światowa i dopiero po jej zakończeniu udało się połączyć Puławską z aleją w rejonie Dworca Południowego.
Wraz z budową alei powstawały kolejne budynki. W części śródmiejskiej biegnie ona pomiędzy zabudowaniami Politechniki Warszawskiej i wojskowymi, dalej na południe znajduje się powojenny gmach GUS, Biblioteki Narodowej oraz Urzędu Patentowego. W rejonie GUS-u znajdowało się osiedle domków fińskich, które później rozebrano. Przy Rakowieckiej w 1924 rozpoczęto budowę gmachu SGGW i SGH. Za Rakowiecką w latach 20. XX wieku powstały budynki mieszkalne, zarówno wille jak i kamienice. W 1948 pomiędzy Wiktorską a Madalińskiego powstało duże osiedle WSM, pomiędzy Odyńca i Woronicza powstało osiedle Wierzbno, będące poligonem doświadczalnym warszawskiego budownictwa mieszkaniowego. W części mokotowskiej znajdują się także Klub Garnizonowy oraz siedziba Polskiego Radia.
Szczególną uwagę zwraca kompleks budynków na rogu al. Niepodległości i ul. Koszykowej (al. Niepodległości 245). Jest to jedna z większych inwestycji przedwojennego Funduszu Kwaterunku Wojskowego (1931−1933). Znajdowały się tu mieszkania oficerów garnizonu warszawskiego, w tym wykładowców Wyższej Szkoły Wojennej oraz jej słuchaczy (mieszkali tu m.in. mjr Stanisław Skarżyński i płk Kazimierz Iranek-Osmecki). Składa się z dwóch skrzydeł, dłuższego (9 klatek schodowych) od ul. Koszykowej, i krótszego (3 klatki schodowe) od ówczesnej ul. Topolowej, w narożu oraz na końcu dłuższego skrzydła posiada dwie bramy. Od strony ul. Koszykowej łączył się z kompleksem Wyższej Szkoły Wojennej, na przedłużeniu krótszego skrzydła w 1936 rozpoczęto budowę kolejnego budynku.
W październiku 1933 na rogu ulic Topolowej i 6 sierpnia (Nowowiejskiej) odsłonięto pomnik Poległym Saperom. Monument został zniszczony w 1944.
Zabudowa ulicy ucierpiała w czasie obrony Warszawy we wrześniu 1939. W czasie okupacji niemieckiej, 16 października 1943, przed domem pod nr 141 odbyła się pierwsza egzekucja uliczna w Warszawie.
W okresie okupacji niemieckiej ulicy nadano niemiecką nazwę Nordsüdallee. Podczas powstania warszawskiego w 1944 ulica ponownie stała się miejscem i linią walk — pomiędzy Odyńca, Puławską i Woronicza do 27 września bronił się pułk Baszta.
W 1948 roku między ulicami: Madalińskiego, Wołoską, Wiktorską i al. Niepodległości rozpoczęto budowę osiedla Warszawskiej Spółdzielni Mieszkaniowej.
W 1956 na ulicy, która stała się częścią przedłużonej na północ Trasy N-S, na wydzielonym torowisku ułożono i oddano do eksploatacji tory tramwajowe.
W latach 1962–1976 pod nr 213 wzniesiono kompleks budynków Biblioteki Narodowej zaprojektowany przez Stanisława Fijałkowskiego.
W 1977 nad ulicą, na wysokości Biblioteki Narodowej, zbudowano kładkę dla pieszych łączącą obydwie części Pola Mokotowskiego.
W październiku 1986 ulica zamknięta dla ruchu kołowego na odcinku od ul. Domaniewskiej do ul. Batorego w związku z budową pierwszej linii metra. Ulicę na odcinku od ul. Batorego do ul. Odyńca otwarto ponownie dla ruchu w listopadzie 1993.
W latach 90. ulica na odcinku od Trasy Łazienkowskiej (ul. Wawelska oraz al. Armii Ludowej) do skrzyżowania z ulicą Puławską była częścią ówczesnej drogi krajowej nr 723. Pomimo reformy numeracji w 2000 roku ulica straciła kategorię drogi krajowej dopiero 1 stycznia 2004 roku.

## Ważniejsze obiekty
- Stacja metra Wilanowska
- Osiedle Domaniewska (nr 9/11, 13, 15, 21A)
- Kościół Najświętszej Maryi Panny Matki Kościoła
- Centrum Europejskie UW oraz Ośrodek Studiów Amerykańskich (nr 22)
- Stacja metra Wierzbno
- Polskie Radio (nr 77/85)
- Stacja metra Racławicka
- Komenda Główna Straży Granicznej (nr 100)
- Kampus Szkoły Głównej Handlowej
  - Budynek „A” (Pawilon Doświadczalny) − ul. Rakowiecka 24
  - Budynek „B” (Pawilon Biblioteczny) − ul. Rakowiecka 22B
  - Budynek „G” (Gmach Główny) − al. Niepodległości 162
  - Budynek „C” − al. Niepodległości 128
  - Dom Studenta SGH nr 1 „Sabinki” − al. Niepodległości 147
- Stacja metra Pole Mokotowskie
- Zespół przyrodniczo-krajobrazowy Park SGGW
- Osiedle Batorego
- Pole Mokotowskie
- Klub Park
- Urząd Patentowy Rzeczypospolitej Polskiej (nr 188/192)
- Biblioteka Narodowa (nr 213)
- Centrala Kasy Rolniczego Ubezpieczenia Społecznego (KRUS) (nr 190)
- Główny Urząd Statystyczny (nr 208)
- Muzeum Andrzeja Struga (nr 210)
- Kolonia Staszica
- Schron bojowy Ringstand 58c (tzw. tobruk, ul. Nowowiejska 26)[15].
- Ministerstwo Obrony Narodowej (nr 218)
- Służba Wywiadu Wojskowego (nr 243)

Przy ulicy znajdują się liczne tablice pamiątkowe m.in. cztery tablice Tchorka (na budynkach nr 132/136, nr 208, nr 210 i nr 221)

## Mieszkańcy
- Na rogu ul. Dąbrowskiego i alei Niepodległości znajduje się willa, w której przed II wojną światową mieszkał Stefan Starzyński. Na chodniku obok budynku (od strony al. Niepodległości) znajduje się wolno stojąca tablica upamiętniająca Starzyńskiego.
- W trakcie okupacji niemieckiej w jednym z mieszkań przy al. Niepodległości 131 mieszkał Czesław Miłosz, który w tym czasie wraz z bratem Andrzejem zajmował się m.in. pomocą dla ukrywających się Żydów[16].
- W mieszkaniu przy alei Niepodległości 159 mieszkał i 23 marca 1943 został aresztowany Jan Bytnar (na budynku tablica pamiątkowa odsłonięta w 1980)[17].
- Przy alei Niepodległości 223 po powstaniu warszawskim ukrywał się Władysław Szpilman. Tutaj spotkał on Wilma Hosenfelda, który mu pomagał (te wydarzenia upamiętnia tablica odsłonięta 4 grudnia 2011).
- W kamienicy przy alei Niepodległości 163 w latach 1998–2010 mieszkał Ryszard Kaczorowski (tablica pamiątkowa na budynku odsłonięta w 2010).